# Ган (остров)
Ган (мальд. ގަން) – обитаемый остров в атолле Сиину (также известный как атолл Адду) на Мальдивах. Самый южный остров Мальдив. Он относительно большой по мальдивским стандартам.
Название «Ган» происходит от санскритского слова «Грама», что означает «деревня».
Ган - второй по величине остров атолла после Хитаду, его площадь составляет 2,2561 км². Раньше Ган был заселён, но его жители были переселены на соседние острова после постройки британской военно-морской и авиационной баз. С очень древних времён здесь постоянно жили люди. На этом острове были большие возделываемые поля ямса, маниока и кокосовых пальм. Чтобы построить взлетно-посадочную полосу, пришлось убрать бывшую гавань в восточной части острова.
В Гане теперь есть отель, обслуживающий туристов, и он связан дорогами с соседними островами Фейду, Мараду и Хитаду.
Этот остров не следует путать с двумя другими Мальдивскими островами, называемыми «Ган»: Ганом (атолл Хуваду) и Ганом (атолл Лааму).

## Археология
В 1922 году этот остров посетил Х. К. П. Белл и в ходе исследований обнаружил там древние буддийские руины. К ним относились фундамент храма (вихара) и холм или невысокий холм, который были сильно разрушенной ступой. Руины Гана были остатками самого южного буддийского поселения на Мальдивах. Курган, а также фундамент близлежащей вихары были снесены бульдозером при строительстве аэропорта.

## Британская база
В 1941 году, во время Второй мировой войны, Королевский флот основал базу («Порт Т»). Требовалась изолированная островная база с безопасной, глубокой якорной стоянкой в подходящей стратегической позицией, и Адду соответствовал требованиям. Когда база была построена, её объекты широко использовались флотом.
Инженеры Королевского флота высадились в августе 1941 года с корабля HMS Guardian, чтобы очистить и построить взлётно-посадочные полосы на Гане для авиации флота. Тем временем летающие лодки «Каталина» и «Сандерленд» работали с пристаней на северной, защищенной стороне Гана. Большие резервуары для нефти были построены на Гане и на острове Хитаду на западной окраине атолла; жизненно важные элементы для военно-морской базы. Они были видны с большого расстояния в море, но это было неизбежно, учитывая низкий профиль атолла.
Судовые припасы для флота обеспечивались парой австралийских рефрижераторов Changte и Taiping, на которых Адду находился на ряде баз, которые они обслуживали регулярно. Трижды эти корабли пополняли сорок и более кораблей Восточного флота. Несколько больших конвоев австралийских войск Императорских сил также дозаправились в Адду на пути из Адена во Фримантл, Западная Австралия.
На шести основных островах размещался 1-й полк Королевской морской береговой обороны, укомплектованный береговыми батареями и зенитными орудиями. Чтобы облегчить оборону, были построены дамбы, соединяющие западные острова Ган, Айхук (Абухера), Мараду и Хитаду, и, намного позже во время войны, они были соединены легкой железной дорогой. База «Адду» было непопулярным из-за жаркого влажного климата, отсутствия условий для отдыха и отсутствия общения с местным населением.
Японцы не знали о существовании базы до тех пор, пока их планы по расширению в Юго-Восточной Азии ни к чему не привели, даже во время авианосных налётов в Индийском океане в апреле 1942 года. Позже, во время войны, подводная разведка установила существование базы. Несмотря на то, что проходы в лагуну были навсегда закрыты противолодочными сетями, немецкая подводная лодка U-183 торпедировала танкер British Loyalty в марте 1944 года (ранее он был торпедирован и потоплен у Диего Суарес в мае 1942 года, но был поднят и отбуксирован в Адду для использования в качестве резервуара для хранения нефти); это был дальний выстрел из-за пределов атолла через брешь в противоторпедных сетях. Танкер получил серьёзные повреждения, но не затонул. Он не был полностью отремонтирован, но оставался использоваться как танкер для хранения нефтяного топлива Министерство военного транспорта. После этого инцидента произошло значительное нефтяное загрязнение, и британский персонал был использован для очистки лагуны, но им это удалось лишь частично.
5 января 1946 года British Loyalty была затоплена к юго-востоку от острова Хитаду в лагуне атолла Адду. Несмотря на то, что нефть все ещё продолжает вытекать, она стала популярным местом для дайвинга.
В 1957 году военно-морская база была передана Королевским ВВС. С 1957 года, во время холодной войны, она использовался как форпост ВВС Великобритании Ган (RAF Gan). База оставалась в периодической эксплуатации до 1976 года, когда британские войска ушли.
С острова Ган было выпущено несколько ракет типа Кукабарра с площадки на 0°41' южной широты и 73°9' восточной долготы
Большинство сотрудников, имевших опыт работы в британских вооруженных силах, свободно говорили по-английски. Когда база в Гане была навсегда закрыта, они обратились в зарождающуюся туристическую отрасль за работой. В результате в Мале направился приток людей с Адду, ищущих работу на близлежащих курортах, а также образование для своих детей.
После ухода британских военных взлётно-посадочная полоса была заброшена и многие десятилетия почти не использовалась. Недавно она был преобразован в международный аэропорт Ган.

## Климат
В Гане экваториальный климат с сильными дождями круглый год.
| Показатель | Янв. | Фев. | Март | Апр. | Май  | Июнь | Июль | Авг. | Сен. | Окт. | Нояб. | Дек. | Год  |
| --- | ---- | ---- | ---- | ---- | ---- | ---- | ---- | ---- | ---- | ---- | ----- | ---- | ---- |
| Средний суточный максимум, °C | 30   | 30   | 30   | 31   | 31   | 30   | 31   | 30   | 30   | 30   | 30    | 30   | 30   |
| Средняя температура, °C | 27,5 | 27,5 | 27,5 | 28,0 | 28,0 | 27,5 | 28,0 | 27,0 | 27,0 | 27,0 | 27,0  | 26,5 | 27,4 |
| Средний суточный минимум, °C | 25   | 25   | 25   | 25   | 25   | 25   | 25   | 25   | 24   | 24   | 24    | 23   | 25   |
| Норма осадков, мм | 200  | 135  | 145  | 170  | 225  | 185  | 175  | 190  | 215  | 275  | 200   | 250  | 2365 |
| Источник: Climate: Gan. Climates To Travel.com. Дата обращения: 9 августа 2020. Climate: Gan, Maldives. Weatherbase.com. Дата обращения: 9 августа 2020. |      |      |      |      |      |      |      |      |      |      |       |      |      |